# Izard County
Izard County is een county in de Amerikaanse staat Arkansas.
De county heeft een landoppervlakte van 1.504 km² en telt 13.249 inwoners (volkstelling 2000). De hoofdplaats is Melbourne.